# Das Zeiträtsel
Das Zeiträtsel (Originaltitel: A Wrinkle in Time) ist ein Abenteuerfilm von Ava DuVernay, der am 9. März 2018 in den US-amerikanischen Kinos und am 5. April 2018 in den deutschen Kinos startete. Der Film basiert auf dem Roman Die Zeitfalte (Neuausgabe: Das Zeiträtsel) von Madeleine L’Engle und wurde von Walt Disney Pictures produziert.

## Handlung
Die Jugendliche Meg Murry gilt in der Schule als sonderbar. Meg leidet unter einem niedrigen Selbstwertgefühl, und auch ihr kleiner Bruder Charles Wallace, ein hochintelligentes Wunderkind, wird als seltsamer Außenseiter betrachtet. Ihre Eltern sind beide Physiker. Meg ist traumatisiert, seit ihr Vater Dr. Alex Murry vor vier Jahren nach einem Experiment, das das Reisen durch das Universum ohne Maschinen ermöglichen sollte, dem sogenannten Tessern, unter mysteriösen Umständen spurlos verschwunden ist.
In einer dunklen und stürmischen Nacht bekommt die Familie unerwartet Besuch von einer geheimnisvollen und exzentrischen jungen Frau, die sich als die himmlische Wächterin Mrs. Whatsit vorstellt. Begleitet wird sie von Mrs. Who, die spricht, indem sie Shakespeare, Khalil Gibran und OutKast zitiert, und von der älteren Mrs. Which. Mrs. Which ist die älteste und weiseste der drei Frauen. Sie erzählen ihnen vom Verbleib des Vaters und erklären den Kindern, wohin er verschwunden ist, nachdem er die Grenzen von Raum und Zeit überwunden hatte. Auch die Frauen haben die Macht, einen Tesseract zu nutzen. Die fünfdimensionale Kraft ermöglicht Menschen intergalaktische Reisen in kürzester Zeit. Unter der Führung der drei Frauen sollen sie gegen die dunklen Mächte kämpfen, die das Universum beherrschen, wobei sie auch den vermissten Vater zu finden hoffen.
Begleitet von ihrem Klassenkameraden Calvin O’Keefe begeben sich Meg und ihr Bruder Charles Wallace durch die magische Falte auf die Reise in verschiedene Regionen des Universums. Sie landen zuerst auf einem Planeten mit einer üppigen, hügeligen und von unwirklichen Farben geprägten Landschaft. Später werden sie in eine Berghöhle geführt, wo ein Orakel, das als Happy Medium bekannt ist, ihnen einen weiteren wichtigen Hinweis für ihre Mission gibt. Schließlich gelangen die Kinder nach Camazotz, einem Planeten, dessen Bewohner von einem einzigen computerartigen Gehirn namens IT gesteuert werden. Dort finden sie den Vater nach einigen Abenteuern, aber Megs Bruder wird nun von IT beherrscht. Meg überwindet IT mit der Kraft der Liebe und sie, Charles Wallace, ihr Vater und Calvin kehren zur Erde zurück.

## Produktion

### Literarische Vorlage und Stab
Der Film basiert auf einem gleichnamigen Roman von Madeleine L’Engle aus dem Jahr 1962, der 1968 von Martha Johanna Hofmann unter dem Titel Spiralnebel 101 erstmals auf Deutsch übersetzt wurde. L’Engle erzählte in drei weiteren Bänden von den Abenteuern der Murry-Familie, die im Zentrum der Geschichte steht. Die US-amerikanische Autorin wurde als Tochter einer Pianistin und eines Auslandskorrespondenten geboren und wuchs in den USA und Europa auf. Sie arbeitete als Schauspielerin, bevor sie sich ganz dem Schreiben widmete.
Im Oktober 2010 wurde bekannt, dass sich Walt Disney Pictures die Filmrechte für L’Engles Roman gesichert hatte und daraus eine Realverfilmung machen wollen. Am 5. August 2014 wurde Jennifer Lee als Drehbuchautorin bekanntgegeben, die damit die Arbeit von Jeff Stockwell fortsetzte, der einen ersten Entwurf erarbeitet hatte. Am 8. Februar 2016 wurde bekannt, dass Ava DuVernay die Regie angeboten wurde. Sie ist die erste schwarze Frau, der eine Realverfilmung mit einem Produktionsbudget von über 100 Millionen Dollar angeboten wurde.

### Besetzung
Am 26. Juli 2016 berichtete Variety, dass Oprah Winfrey für die Rolle von Mrs. Which im Gespräch ist, und damit eine der drei Mrs. Ws spielt, die im Film die Kinder auf ihrem Weg führen. Am 7. September 2016 wurde die Besetzung der beiden fehlenden Mrs. Ws mit Reese Witherspoon als das himmlische Wesen Mrs. Whatsit und mit Mindy Kaling als das weitere übernatürliche Wesen Mrs. Who bekannt. Am 13. September 2016 wurde bekannt, dass Storm Reid die Rolle von Meg Murry erhalten hatte, der Tochter von Dr. Alex Murry. Im Oktober 2016 wurde bekannt, dass Chris Pine diese Rolle übernehmen wird und Gugu Mbatha-Raw seine Frau Kate spielt. Am 1. November 2016 wurden Zach Galifianakis als The Happy Medium, André Holland als Rektor Jenkins, Deric McCabe als Megs Bruder Charles Wallace und Levi Miller als Calvin, der beste Freund der Geschwister, aber auch Bellamy Young, Rowan Blanchard und Will McCormack als weitere Schauspieler bestätigt.

### Dreharbeiten und visuelle Effekte

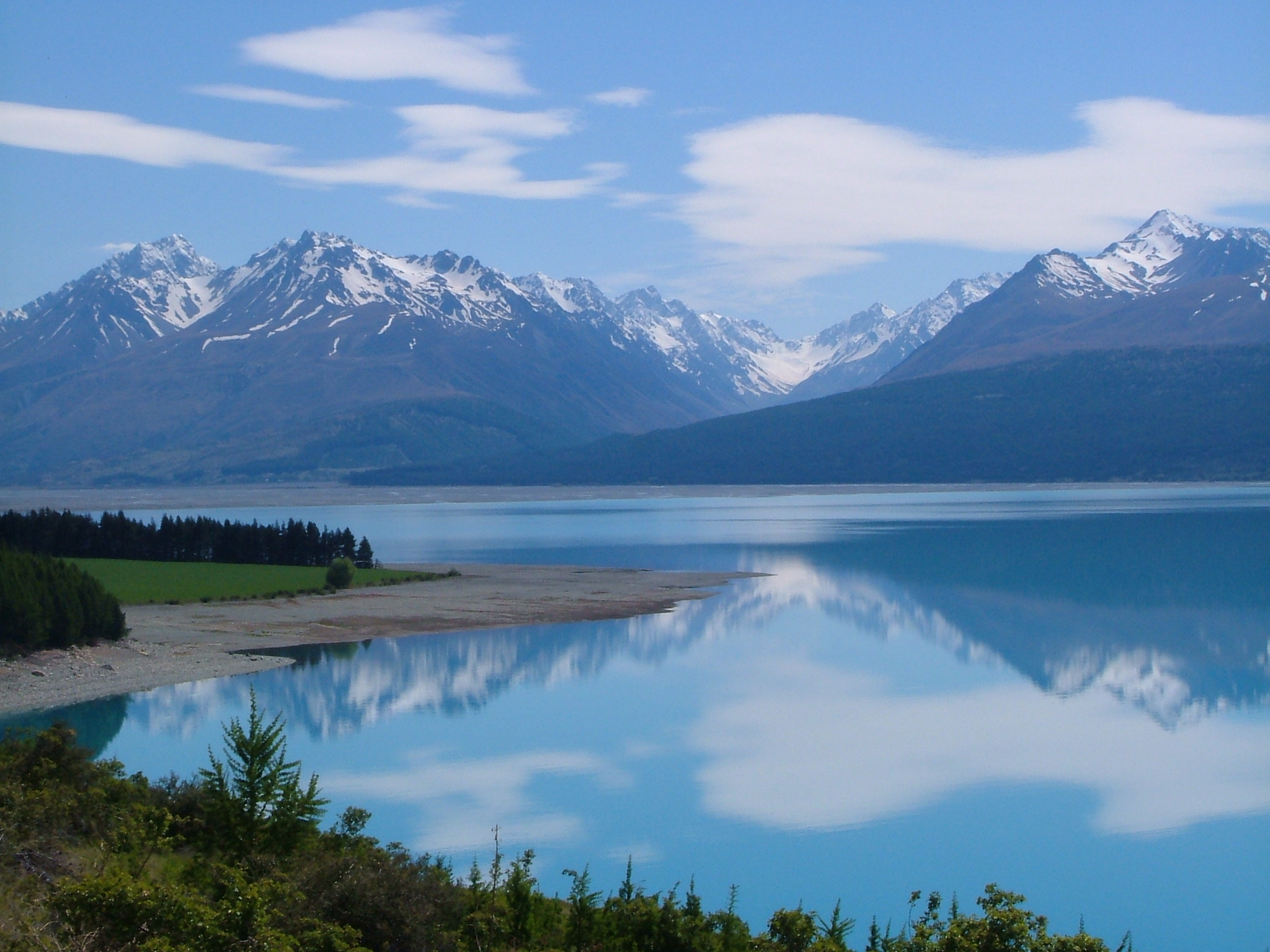
Um die im Film von den Kindern bereisten Planeten außerirdisch wirken zu lassen, wurden Aufnahmen, wie hier am Lake Pukaki vor der Kulisse des Mount Cook auf der Südinsel Neuseelands, digital nachbearbeitet

Als Kameramann fungierte Tobias A. Schliessler. Die Dreharbeiten wurden Anfang November 2016 in Los Angeles begonnen. Die Regisseurin wollte den Film im für Afroamerikaner wichtigem Viertel West Adams drehen. Jedoch wurde das Wohnhaus von Megs Familie im benachbarten Jefferson Park aufgenommen. Auch Mrs. Whos Haus liegt in Jefferson Park. Kulisse für ihre Schule war die Crenshaw High School.
Im November und Dezember 2016 drehte man im kalifornischen Eureka, hier unter anderem im Sequoia Park, und in anderen, meist bewaldeten Gebieten im Humboldt County, so im Sue-meg State Park. Weitere Drehorte in Kalifornien waren das Japanese American National Museum in Los Angeles und die Air Force Base in San Pedro, wo Aufnahmen für die Camazotz Suburbs entstanden. Anfang Dezember 2016 wurden die Dreharbeiten in Kalifornien beendet.
Weitere Außenaufnahmen entstanden in Wanaka und am Lake Pukaki im Mount-Cook-Nationalpark. Für zwei Wochen entstanden Ende Februar 2017 Aufnahmen in Otago in Neuseeland, unter anderem im Hunter Valley bei Lake Hawea. Die Schauspieler waren dort von Māori mit der Willkommenszeremonie Powhiri und den rezitierten Zaubersprüchen Karakia begrüßt worden.
Die landschaftlich betrachtet sehr unterschiedlichen Drehorte wurden gewählt, um neben dem bewaldeten Planeten Camazotz auch anderen Welten eine Kulisse zu geben, die von den Kindern im Film besucht werden. Alison A. Taylor, die Supervising Location Managerin, sagte, die Idee sei gewesen, ein außerirdisches Gefühl zu erzeugen. Die Aufnahmen der bizzaren Landschaftsformation in Neuseeland wurden zu diesem Zweck digital nachbearbeitet, um diese so im Film in den utopischen Planeten Uriel zu transformieren.

### Filmmusik und Soundtrack
Die Filmmusik wurde von dem Deutsch-Iraner Ramin Djawadi komponiert. Ein Soundtrack mit 22 Musikstücken wurde am 9. März 2018 von Walt Disney Records als Download und am 30. März 2018 auf CD veröffentlicht. Die Aufnahme entstand unter Djawadis Leitung in Los Angeles gemeinsam mit einem 71-köpfigen Orchester, einem aus 29 Personen bestehenden Chor und einem aus 24 Kindern bestehenden weiteren Chor.
Im Februar 2018 wurde bekannt, dass eine Reihe weiterer Künstler Songs für den Film beisteuerten, so Sade das Stück Flower of the Universe, DJ Khaled und Demi Lovato den End-Credits-Song I Believe und Sia ihren neuen Song Magic. Weitere Lieder stammen von Kehlani, den Schwestern Chloe x Halle und Free Style Fellowship. Der Soundtrack stieg am 23. März 2018 auf Platz 10 in die US-amerikanischen Soundtrack Album-Charts ein.

### Marketing und Veröffentlichung
Im Juli 2017 wurde ein erster Trailer zum Film veröffentlicht, der mit einer Cover-Version des Songs Sweet Dreams von Eurythmics unterlegt war, gesungen von DRESAGE und produziert von Mark Hadley. Im Dezember 2017 zierten die Schauspielerinnen Oprah Winfrey, Reese Witherspoon, Mindy Kaling und Storm Reid die Titelseite der Ausgabe 25/2017 des Time Magazine. Im Januar 2018 wurde ein Featurette zum Film veröffentlicht, das einen Blick hinter die Kulissen gewährt und die Darsteller sowie die Regisseurin zu Wort kommen lässt.
Der Film feierte am 26. Februar 2018 im El Capitan Theater in Hollywood seine Premiere. Am 9. März 2018 kam der Film in die US-amerikanischen und am 5. April 2018 in die deutschen Kinos. Der Kinostart in der Schweiz wurde Mitte März 2018 gestrichen, somit konnten die drei Sprachfassungen des Filmes – deutsch, französisch und italienisch – nur in den Nachbarländern im Kino angesehen werden. Als Grund wird das geringe Einspielergebnis und die Rezeption in der Startwoche des Filmes in den USA vermutet.

## Rezeption

### Kritiken
David Fear von Rolling Stone sagt, jede Generation erhalte die Unendliche Geschichte, die sie verdient, und dieser Film könnte die unsrige sein.
Stephen Whitty von New York Daily News meint, die Adaption des beliebten Kinderklassikers durch Regisseurin Ava DuVernay sei in den besten Absichten erfolgt und großartig und ethnisch gemischt besetzt und dabei voller positiver Botschaften, dennoch mache der Film einfach nicht viel Spaß.
Pete Hammond von Deadline.com erinnern Oprah Winfrey als Mrs. Which, Mindy Kaling als Mrs. Who und Reese Witherspoon als Mrs. Whatsit, die Meg in das Unbekannte begleiten, an die Vogelscheuche, den Blechmann und den feigen Löwen aus Der Zauberer von Oz, auch wenn er glaubt, dass man in 80 Jahren über den Film nicht so sprechen werde, wie man es heute noch über den Klassiker aus dem Jahr 1939 mit Judy Garland in der Hauptrolle tue. Trotz eines Budgets von mehr als 100 Millionen US-Dollar und einer Menge von CGI-Spielereien gelinge es dem Film nicht, Magie zu versprühen, so Hammond.
Peter Debruge von Variety weist in seiner Kritik insbesondere auf die riesigen Löcher in der Handlung des Films hin, darauf dass er keine emotionale Bindung aufbaue und seine Einzelteile nicht zu einem stimmigen Ganzen zusammengefügt seien.
Antje Wessels bezeichnet den Film als „eine bonbonbunte Effektorgie mit anstrengenden Figuren und billigen Glückskeks-Lebensweisheiten.“ Wie ungemein angestrengt hier versucht werde, eine disneytaugliche Lebensweisheit der Marke „Glaub an Dich selbst, dann kannst Du alles schaffen!“ an die nächste zu reihen, sei nicht bloß über alle Maßen plakativ, sondern werde mit der Zeit auch so richtig nervig, so Wessels. Den Todesstoß versetze dem Film schließlich die Geschichte an sich, besonders weil die Figuren oft unlogisch handelten und das Drehbuch abgedroschene Klischees aufwende.

### Einspielergebnis
Die weltweiten Einnahmen des Films aus Kinovorführungen belaufen sich bislang auf 124,5 Millionen US-Dollar und bewegen sich damit lediglich im Bereich der Produktionskosten, die zwischen 100 und 130 Millionen US-Dollar gelegen haben sollen.

### Auszeichnungen
People’s Choice Awards 2018
- Nominierung als Familienfilm des Jahres[39]